# Eparchia di Varna e Veliki
L'eparchia di Varna e Veliki o anche eparchia di Varna e Veliki Preslav (in bulgaro: Варненска и Великопреславска епархия) è un'eparchia della chiesa ortodossa bulgara con sede nella città di Varna, in Bulgaria, presso la cattedrale della Dormizione di Maria. L'eparchia conta 95 monasteri e 308 chiese ed è divisa in cinque vicariati: Varna, Dobrič, Provadija, Šumen e Tărgovište.

## Storia
L'eparchia è stata fondata il 30 aprile 1871 dalla fusione dell'eparchia di Varna e dell'eparchia di Preslav ed aveva sede a Šumen. Nel 1882 la sede dell'eparchia è stata trasferita a Varna e dal 1997 l'eparchia ha assunto il nome attuale.

## Cronotassi degli eparchi
- Simeone (Odisseo Nikolov Popov) † (21 agosto 1872 - 23 ottobre 1937 deceduto)
- Giuseppe (Ivan Lazarov) † (26 dicembre 1937 - 8 novembre 1988 deceduto)
- Cirillo (Bogomil Petrov Kovachev) † (26 febbraio 1989 - 9 luglio 2013 deceduto)